# НВЛ-жени сезон 2015-2016

### Отбори сезон 2015-2016
Почти всеки сезон броя на отборите заявили участие в НВЛ-жени е различен за сезон 15-16 са 9 отбора!
• Девет отбора играят редовен сезон по система всеки-срещу-всеки на разменено гостуване
• Следват плейофи с участието на завършилите на първите 8 места от редовния сезон – четвъртфинални, полуфинални и финален
• Плейофите се играят до две победи от максимум три мача
• Победителят във финалния плейоф става шампион на България; останалите отбори се класират според подреждането си от редовния сезон
• За победа с 3-0 или 3-1 гейма се присъждат 3т
• За победа с 3-2 гейма се присъжда 2т, загуба с 2-3 гейма се присъждат 1т
• За загуба със 0-3 или 1-3 гейма 0т
- ВК ЦСКА София
- ВК Левски София
- ВК Славия
- ВК Марица (Пловдив)
- ЙЕБ-Шумен 05
- ВК Казанлък Волей
- ВК Раковски Димитровград
- Бургас 2007
- ВК Спартак

### Класиране
| Поз | Отбор                    | М  | П  | З  | СГ | ЗГ | ГС      | Т  | Класиране в  |
| --- | ------------------------ | -- | -- | -- | -- | -- | ------- | -- | ------------ |
| 1   | ВК Марица (Пловдив)      | 16 | 15 | 1  | 46 | 4  | 11.5000 | 45 | Четвъртфинал |
| 2   | ВК Левски София          | 16 | 15 | 1  | 46 | 9  | 5.1111  | 43 | Четвъртфинал |
| 3   | ВК Казанлък Волей        | 16 | 10 | 6  | 33 | 20 | 1.6500  | 30 | Четвъртфинал |
| 4   | ВК ЦСКА София            | 16 | 9  | 7  | 31 | 25 | 1.2400  | 29 | Четвъртфинал |
| 5   | ВК Славия                | 16 | 7  | 9  | 30 | 30 | 1.0000  | 23 | Четвъртфинал |
| 6   | Бургас 2007              | 16 | 7  | 9  | 23 | 31 | 0.7419  | 20 | Четвъртфинал |
| 7   | ВК Раковски Димитровград | 16 | 6  | 10 | 19 | 33 | 0.5758  | 17 | Четвъртфинал |
| 8   | ЙЕБ-Шумен 05             | 16 | 3  | 13 | 12 | 43 | 0.2791  | 8  | Четвъртфинал |
| 9   | ВК Спартак               | 16 | 0  | 16 | 3  | 48 | 0.0625  | 0  | Отпада       |

##### Плейофи
Плейофите започват след изиграването на всичките 16 мача от редовния сезон.
Завършилият от 1-во до 8-о място се класира за четвъртфиналите а завършилият на 9-о място отпада, играе се 2 победи от 3 мача.
| Домакин       | Резултат | Гост          |
| ------------- | -------- | ------------- |
| ВК ЦСКА София | 3-1 *    | ВК Славия     |
| ВК Славия     | 0-3 *    | ВК ЦСКА София |

| Домакин                  | Резултат | Гост                     |
| ------------------------ | -------- | ------------------------ |
| ВК Левски София          | 3-0 *    | ВК Раковски Димитровград |
| ВК Раковски Димитровград | 1-3 *    | ВК Левски София          |

| Домакин             | Резултат | Гост                |
| ------------------- | -------- | ------------------- |
| ВК Марица (Пловдив) | 3-0 *    | ЙЕБ-Шумен 05        |
| ЙЕБ-Шумен 05        | 0-3 *    | ВК Марица (Пловдив) |

| Домакин           | Резултат | Гост              |
| ----------------- | -------- | ----------------- |
| ВК Казанлък Волей | 3-0 *    | Бургас 2007       |
| Бургас 2007       | 3-2 *    | ВК Казанлък Волей |
| ВК Казанлък Волей | 3-1 *    | Бургас 2007       |

### Финален етап
| Домакин           | Резултат | Гост              |
| ----------------- | -------- | ----------------- |
| ВК Казанлък Волей | 0-3 *    | ВК Левски София   |
| ВК Левски София   | 3-0 *    | ВК Казанлък Волей |

| Домакин             | Резултат | Гост                |
| ------------------- | -------- | ------------------- |
| ВК ЦСКА София       | 0-3 *    | ВК Марица (Пловдив) |
| ВК Марица (Пловдив) | 3-0 *    | ВК ЦСКА София       |

| Домакин             | Резултат               | Гост                |
| ------------------- | ---------------------- | ------------------- |
| ВК Марица (Пловдив) | 3-1 * 19-04-2016 17:30 | ВК Левски София     |
| ВК Марица (Пловдив) | 3-2 * 20-04-2016 17:30 | ВК Левски София     |
| ВК Левски София     | 2-3 * 25-04-2016 18:00 | ВК Марица (Пловдив) |

| Шампион на България 2015/16    |
| ------------------------------ |
| ВК Марица (Пловдив) 2-ра титла |